# Leucan
Leucan est un organisme sans but lucratif québécois visant à venir en aide aux enfants atteints de cancer. Fondé en 1978, son siège social est situé à Montréal. L'organisme possède huit bureaux régionaux répartis dans la province de Québec.
Leucan offre un service de raccompagnement pour sensibiliser les élèves et les professeurs à la réalité d'un élève malade
Il y a plusieurs façons de participer: donner un don, créer un évènement, devenir bénévole, organiser une collecte ou encore participer à un évènement ou à un défi.

## Historique
En 2001, l'organisme lance le défi têtes rasées. Le Challenge est organisé sur une base annuelle.